# Uuraansaari (ö i Finland)
Uuraansaari är en ö i Finland. Den ligger i sjön Pihlajavesi och i kommunen Nyslott i  landskapet Södra Savolax, i den sydöstra delen av landet, 280 km nordost om huvudstaden Helsingfors. Öns area är 41,1 hektar och dess största längd är 1,2 kilometer i öst-västlig riktning.